# Regain Records
Regain Records — шведський музичний лейбл, що спеціалізується переважно на виданні альбомів у жанрах блек-метал та дез-метал. Лейбл був створений Пером Юлленбеком у 1997 році на основі колишнього лейбла Wrong Again Records, який співпрацював з багатьма відомими групами, серед яких були In Flames, Cryptopsy, Arch Enemy та Naglfar. Юлленбек був співвласником Wrong Again Records разом з Везом Венедіктером, однак між продюсерами виникли певні непорозуміння, що призвели до утворення двох нових компаній (Венедіктер став власником лейблу War Music).
Першими двома релізами, виданими новою компанією, стали альбом групи Deranged під назвою High on Blood та Amorous Anathema від Entombed, що побачили світ наприкінці 1997 року. На початковому етапі свого існування лейбл розвивався доволі повільними темпами внаслідок відсутності гарно організованої дистрибуції. Втім, після перевидання перших двох робіт групи In Flames (Lunar Strain та Subterranean), виданих раніше під маркою Wrong Again Records, справи компанії пішли вгору.
У 2008 році лейбл було втягнуто до судової суперечки з гуртом Gorgoroth через видання їх live-альбому Live in Greighallen. Непорозуміння виникло внаслідок розколу гурту, який призвів до невизначеності з авторськими правами та спричинив проблеми з розповсюдженням релізу.

## Співпрацюючі гурти[2]
- Abruptum
- Anti Cimex
- Arch Enemy[3]
- Arckanum
- Arise
- Behemoth
- Bewitched
- Blackwinds
- Centinex
- Danzig
- Dark Funeral
- Death SS
- Death Wolf
- Defleshed
- Deranged
- Die Zombiejäger OST
- Dimension Zero
- Dismember
- Entombed
- Endstille
- Enthroned
- Fall Ov Serafim
- Frontside
- Gorgoroth
- Grave
- Hermano
- Hermh
- Horde of Hel
- In Flames[3]
- Karmakanic
- Lorde Belial
- Machinery
- Marduk
- Mefisto
- Månegarm
- Murder Island
- Mustasch
- Necronaut
- Necrophobic
- Nifelheim
- Nightmare
- Obituary
- Ophiolatry
- Opus Atlantica
- Overkill
- Pro-Pain
- Puissance
- Ragnarok
- Reptilian
- Richard Andersson's Space Odyssey
- Sahg
- Samael
- Sargatanas Reign
- Satariel
- Setherial
- Seven Witches
- Silver Seraph
- Tenebre
- The Bronx Casket Co.
- The Colombos
- Thyrfing
- Time Has Come
- Time Requiem
- Tony Naima & the Bitters
- Torchbearer
- Totalt Jävla Mörker
- Trelldom
- Trendkill
- Trident
- Unanimated
- Vader

## Контактна інформація
Box 120 26

245 02 Hjärup

Фізична адреса:

Regain Records 

Lommavägen 53 (Hjärups Gård) 

245 62 Hjärup 

Sweden